# Podčetrtek
Podčetrtek je naselje u slovenskoj Općini Podčetrtku. Podčetrtek se nalazi u pokrajini Štajerskoj i statističkoj regiji Savinjskoj. 

## Stanovništvo
Prema popisu stanovništva iz 2002. godine naselje je imalo 532 stanovnika.